# Black Swan (Band)
Black Swan ist eine 2019 gegründete sogenannte Supergroup, die beim Label Frontiers Music unter Vertrag steht. Sie besteht zu drei Vierteln aus US-amerikanischen Musikern, Sänger Robin McAuley stammt aus Irland.

## Hintergrund
Black Swan besteht aus Sänger Robin McAuley (Far Corporation, McAuley Schenker Group), Gitarrist Reb Beach (Winger, Whitesnake), Bassist Jeff Pilson (Dokken, Dio, Foreigner) und Schlagzeuger Matt Starr (Burning Rain). Die Idee zur Bandgründung entstand bei einem Gespräch zwischen Jeff Pilson und Frontiers-Records-Chef Serafino Perugino, der nach Musikern suchte, die nicht nur McAuleys stimmliche Fähigkeiten unterstützen, sondern eine starke Band für ihn bilden könnten. Pilson nahm die Idee auf.
Pilson hatte 1999 und 2000 bei Dokken mit Reb Beach gespielt, der nach dem Ausscheiden von George Lynch den Part des Leadgitarristen in der Band übernommen hatte. Auf einer gemeinsamen Tournee ihrer beiden aktuellen Bands, Whitesnake und Foreigner, trafen sich Beach und Pilson immer wieder zu kleinen Jam-Sessions und nutzten eine zehntägige Tourpause, um an Song-Ideen zu arbeiten. Als Pilson ihn fragte, ob eine gemeinsame Band eine Option für ihn sei, sagte Beach zu.
Beach und McAuley ist gemeinsam, dass ihnen aus ihrer Vergangenheit der Ruf mangelnder Härte in ihrem Spiel bzw. Gesang anhaftete. McAuley war bei vielen alten Fans der Michael Schenker Group nicht gut angekommen, weil Schenkers Musik mit McAuleys Eintritt eine „melodischere und amerikanischere“ Richtung bekam, während Beach als Gründungsmitglied von Winger lange in dem Ruf stand, Gitarrist einer Poser-Band zu sein.
Bei der Suche nach einem Schlagzeuger empfahl Paul Gilbert Pilson, sich an Matt Starr zu wenden. Starr hatte den erkrankten (und im Februar 2018 verstorbenen) Pat Torpey bei Mr. Big ersetzt. Obwohl Starr erst spät zu Black Swan stieß und ein Großteil der Songs bereits fertig war, brachte er sich voll ein und gab den Liedern nach Ansicht von Pilson eine „völlig neue Dimension“.
Ihr erstes Album, das den Titel Shake the World erhielt, nahm die Band in Pilsons Pilsound–Studio in Santa Clarita (Los Angeles County) auf, Pilson produzierte es auch. Der Titelsong wurde am 10. Dezember 2019 als Single veröffentlicht, ihm folgte am 13. Januar 2020 das Lied Big Disaster. Das Album erhielt schon vor der für den 14. Februar 2020 vorgesehenen Veröffentlichung positive Kritiken.
So schrieb Daniel Böhm in seiner Rezension für Rocks, „nichts seit dem Ende der McAuley Schenker Group in den frühen Neunzigern habe nur entfernt darauf hingedeutet, seinen einstigen Sänger jemals wieder in dermaßen guter Hardrock-Verfassung zu hören wie nun auf Shake the World“. Mit dem Album sei „eine der stärksten und vitalsten Genre-Produktionen der letzten Jahre“ entstanden, der man „souveränen Bandcharakter zugestehen“ müsse. Das Album sei „herausragend“. Markus Baro schreibt im gleichen Heft, Shake the World profitiere von einer „beachtlich vitalen Gruppendynamik“, während Amir Shaheen, ebenfalls in Rocks, festhielt, dass McAuley „geradezu entfesselt“ singe.
In einem im Januar 2022 veröffentlichten Interview erklärte Schlagzeuger Matt Starr, das zweite Album der Band sei aufgenommen und abgemischt. Eine Veröffentlichung im Jahr 2022 sei sicher zu erwarten, aber ein konkretes Datum stehe noch nicht fest. Derzeit werde noch über Singles, Musikvideos und die Gestaltung des Covers gesprochen.
Am 4. Februar 2022 gab Frontiers Records den Titel des Albums Generation Mind und den geplanten Veröffentlichungstermin bekannt, gleichzeitig wurde der Titelsong als erste Single veröffentlicht. Ein Musikvideo wurde ebenfalls angekündigt, war zu diesem Zeitpunkt jedoch noch nicht fertiggestellt. Dieses erschien am 18. Februar 2022. Die zweite Single, Eagles Fly, wurde am 17. März 2022 zusammen mit dem zugehörigen Musikvideo veröffentlicht.
Generation Mind erschien am 8. April 2022, zeitgleich wurde die dritte ausgekoppelte Single, Miracle, veröffentlicht.

## Diskografie

### Studioalben
- 2020: Shake the World
- 2022: Generation Mind

### Singles
- 2019: Shake the World
- 2020: Big Disaster
- 2020: Make It There
- 2022: Generation Mind
- 2022: Eagles Fly